# Graphogaster vestita
Graphogaster vestita är en tvåvingeart som beskrevs av Camillo Rondani 1868. Graphogaster vestita ingår i släktet Graphogaster och familjen parasitflugor. Arten har ej påträffats i Sverige. Inga underarter finns listade i Catalogue of Life.